# Jahkese Watkins
Jahkese Watkins (Hillsboro, ...) è un giocatore di football americano statunitense, di ruolo runningback.
Dopo aver giocato per due squadre universitarie si è trasferito agli austriaci Telfs Patriots.